# Попов, Фёдор Кузьмич
Фёдор Кузьмич Попов (8 декабря 1921, ныне Батаринский наслег, Мегино-Кангаласский улус, Якутия — 13 октября 1943, Лоевский район Гомельская область Беларусь) — красноармеец, Герой Советского Союза.

## Биография
Родился 8 декабря 1921 года в Батаринском наслеге ныне Мегино-Кангаласского улуса Республика Саха (Якутия) в семье крестьянина. Якут. Образование начальное. Работал в совхозе.
В 1942 году был призван в Красную Армию Чурапчинским РВК. В том же году был направлен на фронт.
Стрелок 3-й стрелковой роты 467-го стрелкового полка (81-я стрелковая дивизия, 61-я армия, Центральный фронт) красноармеец Фёдор Попов одним из первых в полку в составе отделения 1 октября 1943 года переправился через реку Днепр у деревни Глушец. Своими смелыми действиями способствовал преодолению реки другими стрелковыми подразделениями полка: в рукопашной схватке в траншее врага уничтожил до 50 солдат и офицеров противника и удерживал плацдарм до переправы основных сил.
В бою 11 октября 1943 года был смертельно ранен и через два дня 13 октября скончался от полученных ран.
Был похоронен в деревне Глушец Гомельской области в братской могиле (впоследствии перезахоронен в братской могиле на северной окраине деревни Деражичи Лоевского района той же области).
Указом Президиума Верховного Совета СССР «О присвоении звания Героя Советского Союза генералам, офицерскому, сержантскому и рядовому составу Красной Армии» от 15 января 1944 года за «образцовое выполнение боевых заданий командования по форсированию реки Днепр и проявленные при этом мужество и героизм» красноармейцу Попову Фёдору Кузьмичу посмертно присвоено звание Героя Советского Союза.
В годы Великой Отечественной войны земляки Попова организовали сбор средств на строительство танка. В ответ на этот почин поступила телеграмма от Верховного Главнокомандующего И. В. Сталина и получено благодарственное письмо от генерал-майора танковых войск Липодаева в котором говорится: «Сообщаю, что на средства, собранные трудящимися Мегино-Кангаласского района, построен танк „Герой Советского Союза Попов“ и передан войскам генерала-полковника тов. Рыбалко (полевая почта № 16180)».

## Награды и звания
- Герой Советского Союза
- Орден Ленина

## Память

Памятник Ф. Попову в с. Майя

- Памятник Ф. Попову в с. МайяИмя Героя Федора Попова присвоено:

улицам в городах Гомель, Нижний Новгород, Якутск и на родине
школе № 20 в Якутска
грузовому теплоходу, приписанному к морскому порту Тикси
- В ПГТ Нижний Бестях Мегино-Кангаласского улуса установлен памятник на площади Победы.
- В родном селе Героя Сымах установлен памятник.
- В селе Майя Мегино-Кангаласского улуса установлен памятник.
- Подвигу Ф. К. Попова посвящена поэма якутского поэта Л. А. Попова «Ырыа буолбут олох» (Жизнь, ставшая песней).
- В Якутии год 100-летнего юбилея со дня рождения Ф. Попова был объявлен Годом Героя (2021)[6].